# Stäppvargspindel
Stäppvargspindel (Alopecosa schmidti) är en spindelart som först beskrevs av Carl Wilhelm Hahn 1835.  
Stäppvargspindel ingår i släktet Alopecosa och familjen vargspindlar. Enligt den svenska rödlistan är arten nationellt utdöd i Sverige. . Arten har tidigare förekommit i Götaland men är numera lokalt utdöd. Artens livsmiljö är havsstränder, jordbrukslandskap. Inga underarter finns listade i Catalogue of Life.